# Margaret Jamieson
Margaret Jamieson (* 1953 in Kilmarnock) ist eine schottische Politikerin und Mitglied der Labour Party.

## Leben
Jamieson besuchte die Grange Academy in Kilmarnock und das Ayr College und erwarb Abschlüsse im Gastronomiebereich. Zwischen 1969 und 1979 arbeitete sie als Köchin, worauf sich eine langjährige Tätigkeit in einem Regionalbüro der Gewerkschaft UNISON anschloss.

## Politischer Werdegang
Bei den Schottischen Parlamentswahlen 1999 trat Jamieson als Kandidatin der Labour Party für den Wahlkreis Kilmarnock and Loudoun an. Mit einem Vorsprung von rund 2800 Stimmen vor dem Kandidaten der SNP, Alex Neil, errang sie das Mandat und zog in das neugeschaffene Schottische Parlament ein. Bei den folgenden Parlamentswahlen 2003 verteidigte sie ihr Mandat trotz Stimmverlusten. Die Parlamentswahlen 2007 brachten schließlich einen Wechsel des Abgeordneten von Kilmarnock and Loudoun, denn dem SNP-Politiker Willie Coffey gelang es erstmals den Wahlkreis für seine Partei zu gewinnen und Jamieson verlor ihren Sitz im Parlament.